# 斯里赫里戈达岛
斯里赫里戈达岛（శ్రీహరికోట）印度安得拉邦海岸外的一个堰洲島，在南印大城市金奈以北约80千米处。
在地理上，斯里赫里戈达岛将布利卡特湖与孟加拉湾分开。在行政上，该地属于内洛尔县管辖。离斯里赫里戈达岛最近的城镇是苏鲁尔佩特，镇上有火车站。与钦奈之间则有公路连接。
斯里赫里戈达岛是印度航天发射场萨迪什·达万航天中心的所在地。印度空间研究组织在这里建有用于发射极轨卫星运载火箭（PSLV）和地球同步卫星运载火箭（GSLV）的设施。